# 우바시 콩타이지
우바시 콩타이지(ᠤᠪᠠᠰᠢ ᠬᠤᠨ ᠲᠠᠶᠢᠵᠢ убаши хунтайж, 1567년 ~ 1623년) 혹은 슈루이 우바시 콩타이지(ᠱᠣᠯᠣᠢ ᠤᠪᠠᠰᠢ ᠬᠤᠨ ᠲᠠᠶᠢᠵᠢ Шолой убаши хунтайж)는 몽골 외할하부 북서쪽 코토고이드부에 알탄칸부 정권의 초대 콩타이지(재위:1606년 혹은 1609년 ~ 1623년)였다. 그의 공식 직책은 코토고이드부 콩타이지였다. 1606년 또는 1609년 자사그투칸부의 동쪽 지역을 영지로 분봉받았다. 그는 예니세이 키르기스를 정복하고 오이라트를 서부 몽골 밖으로 몰아냈다. 코토고이드부는 독립적이지 않았지만 외할하의 자사그투칸부 아이막에 종속되었다.

## 생애
그는 아시하이의 동생 오노후이 우이젠 노얀의 장남 아바타이 사인 칸의 서방 오이라트 원정에 참여했다. 이 원정에서 아바타이 사인 칸의 아들 수부구타이를 오이라트를 감독하는 콩타이지로 임명했다. 1588년 아바타이 사인 칸 사후 수부구타이는 오이라트에 패하고 전사하였다.
1600년대 초 그는 러시아 제국으로 사절단을 보내 러시아 제국과 교류하기 시작했다. 1606년 아시하이의 손자 라이호르 칸이 오이라트를 공격하여 승리하자 자신의 사촌인 그를 보내 콩타이지 정권을 재건하고 오이라트를 관리하게 했다. 그는 다시 자사그투칸부의 동쪽과 코토고이드부 일대에 자신의 콩타이지 정권을 수립했다.
1620년 준가르부의 지도자인 하라후라가 군사를 이끌고 그의 코토고이드부 영지를 공격했지만 참담한 패배를 당했다. 1623년에 오이라트 4부의 병력이 힘을 합쳐 그에게 맞서 싸웠다. 우바시는 오이라트 영지에서 오이라트 전사 세인세르텐지에게 암살당했다.

## 같이 보기
- 코토고이드부
- 알탄칸부

| 전임 (신설) | 제1대 몽골 코토고이드부의 콩타이지 외할하부의 알탄 칸 1606년 혹은 1609년 - 1623년 | 후임 에린친 롭상 콩타이지 |

| 전임 시부쿠타이 | 제2대 몽골 오이라트부의 콩타이지 1606년 - 1623년 | 후임 (영역 상실) |